# Studio Snugger
Studio Snugger is een Nederlands kinderprogramma van de NTR dat wordt uitgezonden door NPO Zappelin. Het is een studioprogramma voor kinderen vanaf 5 tot 8 jaar. De eerste uitzending vond plaats op 14 december 2014. De onderwerpen zijn populair-wetenschappelijk van aard. 

## Inhoud
Presentator Sjoerd Snugger (Thomas van Luyn) gaat samen met een tribune vol kinderen op zoek naar antwoorden op vragen van kinderen. 

### Ronde 1
Een personage wordt opgereden met een steekwagen en probeert Sjoerd te vertellen wat het antwoord op een kindervraag is. Aan het einde van de scène komt Sjoerd erachter of het snugger (de waarheid) of kletspraat (een leugen) is. Er worden twee van dit soort scènes gespeeld.

### Ronde 2: Snugger of Niet
In de ronde erna wordt een serie bloopers en goocheltrucs getoond met de toevoeging "snugger" of "niet zo snugger".

### Ronde 3: Stemronde
Een drietal filmpjes wordt getoond. De kinderen op de tribune kunnen stemmen door middel van stemkastjes of het filmpje kletspraat is of niet. Sjoerd Snugger vertelt het correcte antwoord.  

### Ronde 4: Spreekbeurt
Een acteur komt op met een steekwagen en houdt een spreekbeurt op een hoog spreekgestoelte. De kinderen in het publiek drukken op hun stemknop als zij denken dat de spreekbeurthouder kletspraat vertelt. Zodra een meter uitslaat valt de acteur door het spreekgestoelte heen en ontaardt de studio in een groot kussengevecht met het publiek. Sjoerd Snugger vertelt de kijker dat je voor het antwoord van de spreekbeurt het beste even op internet kunt kijken "Want daar is het internet nu eenmaal voor".

## Cast

### Presentators
- Thomas van Luyn - Sjoerd Snugger
- Bas Hoeflaak - Sjef Snugger (2017)

### Spreekbeurthouders
- Leo Alkemade - Gilles Goochem
- Vincent Croiset - Gerben Goochem
- Pieter Derks - Godfried Goochem
- Thomas Gast - Goof Goochem
- Johan Goossens (cabaretier) - Gerbrand Goochem
- Edson da Graça - Gregorius Goochem
- Nadja Hüpscher - Gerlinde Goochem
- Pieter Jouke - Gouke Goochem
- Martijn Kardol - Geert Goochem
- Kasper van der Laan - Gerco Goochem
- Jochen Otten - Gerrit Goochem
- Pepijn Schoneveld - Govert Goochem
- Birgit Schuurman - Gitte Goochem
- Joost Spijkers - Giel Goochem
- Friso van Vemde Oudejans - Gerard Goochem
- Peter van de Witte - Guus Goochem

## Kletspraat
In 2019 zond de NTR een spin-off quiz uit genaamd Kletspraat waarin alle stellingen uit de voorgaande seizoenen Studio Snugger waren omgebouwd tot quizvragen voor een team van vijf kandidaten van dezelfde school. 